# Eugenio Bennato
Eugenio Bennato (Nápoles, 16 de marzo de 1947) es un cantautor, músico y multiinstrumentista italiano.

## Biografía

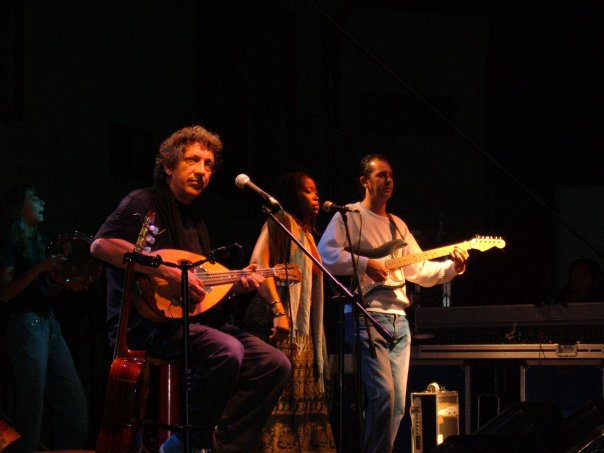
Eugenio Bennato en concierto

Eugenio Bennato forma parte de la escuela napolitana de cantautores junto con sus hermanos Edoardo y Giorgio, Pino Daniele, Tony Esposito, Alan Sorrenti, James Senese y otros.
Hijo de Carlo Bennato y Adele Zito, nació y creció en el barrio napolitano de Bagnoli, donde de niño formó con sus hermanos el Trio Bennato, que actuó en varios locales de Nápoles y también en el programa de televisión Il nostro piccolo mondo; en esta banda, Eugenio tocaba el acordeón, Edoardo cantaba y tocaba la guitarra y Giorgio la percusión. Los tres hermanos realizaron una serie de shows en un crucero a Sudamérica y luego en Venezuela, apareciendo también en el programa de televisión El Show de las Doce, transmitido por Canal 7.
Graduado en Física en la Universidad de Nápoles Federico II, Eugenio fue uno de los fundadores de las bandas Nuova Compagnia di Canto Popolare (1967) y Musicanova (1976), ambas centradas en la música folclórica napolitana. Es autor de varias bandas sonoras, entre las que destacan las de la teleserie L'eredità della priora (1980), basada en la novela homónima de Carlo Alianello, Cavalli si nasce (Ciak d'oro y Nastro d'argento a la mejor banda sonora en 1989) y La stanza dello scirocco (Nastro d'argento a la mejor banda sonora en 1999).
Obtuvo dos éxitos comerciales en 1986 con la canción Sole sole (también presente en la banda sonora de la película Rimini Rimini) y, sobre todo, en 1989 con Le città di mare, cantada a dúo con su hermano Edoardo. En 1990, participó en el Festival de Sanremo junto a Tony Esposito con la canción Novecento Aufwiedersehen. Después volvió a la experimentación y la investigación en el campo de la música popular de la Italia meridional, abandonando el gran público durante unos años. Se especializó en el estudio de la "chitarra battente", una guitarra típica del Sur de Italia.
En 1998, fundó el movimiento Taranta Power con el objetivo de promover la tarantela a través de la música, el cine y el teatro; en 1999, publicó el álbum homónimo y realizó una gira internacional por Europa del Este. Entre 2000 y 2001 publicó dos colecciones de tarantelas: Lezioni di tarantella y Tarantella del Gargano, a las que siguieron varias giras por Italia y el extranjero. También fundó en Bolonia la Scuola di Tarantella e danze popolari del Mediterraneo, la primera escuela de Italia con el objetivo de recuperar, estudiar y difundir las danzas populares del Sur de Italia y de la cuenca mediterránea.
En los años siguientes, además de publicar álbumes con canciones inéditas o reinterpretaciones de las ya publicadas, Bennato participó en diversos festivales de todo el mundo. Con su hermano Edoardo, creó la banda sonora del dibujo animado Totò Sapore e la magica storia della pizza, estrenado en Navidad de 2003, del que derivó el musical Pizza story, con una gira italiana en el verano de 2004. Creó la música de Il padre delle spose, telefilme emitido en Rai 1 el 20 de noviembre de 2006. En 2006, impartió clases en el Laboratorio de Etnomusicología de la Universidad de Nápoles Suor Orsola Benincasa. En 2008 volvió al Festival de Sanremo con la canción Grande Sud.
Se casó con la también cantante napolitana Pietra Montecorvino, de la que tuvo dos hijos: Fulvio y Carola; también es padre de la cantante ítalo-francesa Eugenia.

## Discografía

### ConNuova Compagnia di Canto Popolare
Álbumes de estudio
- 1971 - Nuova Compagnia di Canto Popolare (Rare, RAR LP 55011; reeditado en 1975 por Dischi Ricordi con el título cambiado a Lo Guarracino, SMRL 6151)
- 1972 - Nuova Compagnia di Canto Popolare (Rare, RAR LP 55015/55016; álbum doble, reeditado en 1976 por Dischi Ricordi en la serie "Orizzonte" dividido en dos álbumes separados y titulados Cicerenella, SMRL 6152 y La serpiente a Carolina, SMRL 6153)
- 1973 - Nuova Compagnia di Canto Popolare (EMI Italiana, 3C064-17900)
- 1974 - Li sarracini adorano lu sole (EMI, 3C064-18026)
- 1975 - Tarantella ca nun va 'bbona (EMI, 3C064-18133)

### ConMusicanova
Álbumes de estudio
- 1976 - Garofano d'ammore (Philips)
- 1978 - Musicanova (Philips)
- 1979 - Quanno turnammo a nascere (Canzoni sulle quattro stagioni di Eugenio Bennato e Carlo d'Angiò) (Philips)
- 1981 - Festa festa (Fonit Cetra)

Bandas sonoras
- 1980 - Brigante se more (Philips) (de la serie de televisión L'eredità della priora de Anton Giulio Majano)

### Como solista
Álbumes de estudio
- 1983 - Eugenio Bennato (CGD)
- 1986 - Eughenes (Bubble Record, BLULP 1823)
- 1989 - Le città di mare (Bubble Record, BLULP 1830)
- 1990 - Novecento, auf Wiedersehen (Bubble Record, BLULP 1832)
- 1997 - Mille e una notte fa
- 1999 - Taranta Power
- 2002 - Che il Mediterraneo sia
- 2004 - Da lontano
- 2007 - Sponda sud
- 2008 - Grande sud
- 2011 - Questione meridionale
- 2017 - Da che sud è sud
- 2020 - Qualcuno sulla terra (con Le Voci del Sud)

Recopilaciones
- 2000 - Lezioni di tarantella
- 2010 - Eugenio Bennato collection
- 2016 - Canzoni di contrabbando

Bandas sonoras
- 1982 - Domani si balla! de Maurizio Nichetti
- 1984 - Dulcinea (con Carlo D'Angiò) de la película Don Chisciotte de Maurizio Scaparro
- 1989 - Cavalli si nasce (con Carlo D'Angiò) de la película homónima de Sergio Staino
- 1989 - La sposa di San Paolo de Gabriella Rosaleva, músicas de Carlo D'Angiò y Eugenio Bennato
- 1993 - Teste rasate de Claudio Fragasso
- 1998 - La stanza dello scirocco de Maurizio Sciarra
- 2003 - Totò Sapore e la magica storia della pizza (con Edoardo Bennato)
- 2006 - Il padre delle spose telefilme de Lodovico Gasparini

## Filmografía
Actor
- Amami, de Bruno Colella (1992)